# Josef Miner
Josef Miner, född 15 juli 1914 i Breslau, död 1944 i Huși, var en tysk boxare.
Miner blev olympisk bronsmedaljör i fjädervikt i boxning vid sommarspelen 1936 i Berlin.
Miner blev dödad 1944 i Huși under strid på östfronten i andra världskriget.